# 4690 Страсбург
4690 Страсбург (4690 Strasbourg) — астероїд головного поясу, відкритий 9 січня 1983 року.
Тіссеранів параметр щодо Юпітера — 3,846.
Названо на честь міста Страсбург у Франції.